# Matar (Töpfer)
Matar, punisch Mtr, war ein punischer Töpfer.
Matar ist nur von einer Signatur auf einem Gefäß bekannt, das in Motya gefunden wurde. Weder das Gefäß selbst noch die Fundumstände lassen eine genauere Datierung zu, somit ist die Lebens- und Schaffenszeit Matars nicht genauer bekannt. Es handelt sich um die einzige punische Signatur eines Töpfers und um eine der wenigen punischen Künstlersignaturen überhaupt.